# Petter Bruer Hanssen
Peter Bruer Hanssen (ur. 8 stycznia 1986 w Tønsbergu) – norweski piłkarz grający na pozycji pomocnika.